# 772 (numero)
Settecentosettantadue (772) è il numero naturale dopo il 771 e prima del 773.

## Proprietà matematiche
- È un numero pari.
- È un numero composto con 6 divisori: 1, 2, 4, 193, 386, 772. Poiché la somma dei suoi divisori (escluso il numero stesso) è 586 < 772 è un numero difettivo.
- È parte delle terne pitagoriche (380, 672, 772), (579, 772, 965), (772, 37245, 37253), (772, 74496, 74500), (772, 148995, 148997).
- È un numero odioso.

## Astronomia
- 772 Tanete è un asteroide della fascia principale del sistema solare.
- NGC 772 è una galassia spirale della costellazione dell'Ariete.

## Astronautica
- Cosmos 772 fu una missione priva di equipaggio del programma Sojuz sovietico.

## Altri ambiti
- E772 è una strada europea in Bulgaria.
- Route nationale 772 è una strada statale della Francia.